# Daniele Massaro
Daniele Emilio Massaro (ur. 23 maja 1961 w Monzy) – piłkarz włoski, członek drużyny, która zdobyła mistrzostwo świata w 1982 roku; zaliczył występ w finale mistrzostw świata w 1994 (II miejsce). Najwięcej meczów rozegrał w A.C. Milanie. Strzelił dwa gole przeciwko FC Barcelonie w finale Ligi Mistrzów w 1994 w którym Milan wygrał 4:0.. Wystąpił jedynie 15 razy w narodowej reprezentacji, mimo że jego międzynarodowa kariera trwała ponad 10 lat. Grał również w J-League w drużynie Shimizu S-Pulse oraz był kapitanem przez kilka lat w reprezentacji Włoch w piłce plażowej.